# Heteronyx sulcifrons
Heteronyx sulcifrons är en skalbaggsart som beskrevs av Blackburn 1909. Heteronyx sulcifrons ingår i släktet Heteronyx och familjen Melolonthidae. Inga underarter finns listade i Catalogue of Life.